# Teinobasis malawiensis
Teinobasis malawiensis är en trollsländeart som beskrevs av Elliot C.G. Pinhey 1966. Teinobasis malawiensis ingår i släktet Teinobasis och familjen dammflicksländor. Inga underarter finns listade i Catalogue of Life.